# Pilar Cornejo
María del Pilar Cornejo Rodríguez (Guayaquil, 1961) es una científica ecuatoriana, académica universitaria por más de 34 años en la Escuela Superior Politécnica del Litoral (ESPOL). En el 2015 se convirtió en la primera Secretaria Nacional de Gestión de Riesgos de Ecuador, ex decana de la Facultad de Ingeniería Marítima y Ciencias del Mar durante 2017-2021 y actual directora del Centro Internacional del Pacífico para la Reducción del Riesgo de Desastres desde 2017.

## Biografía

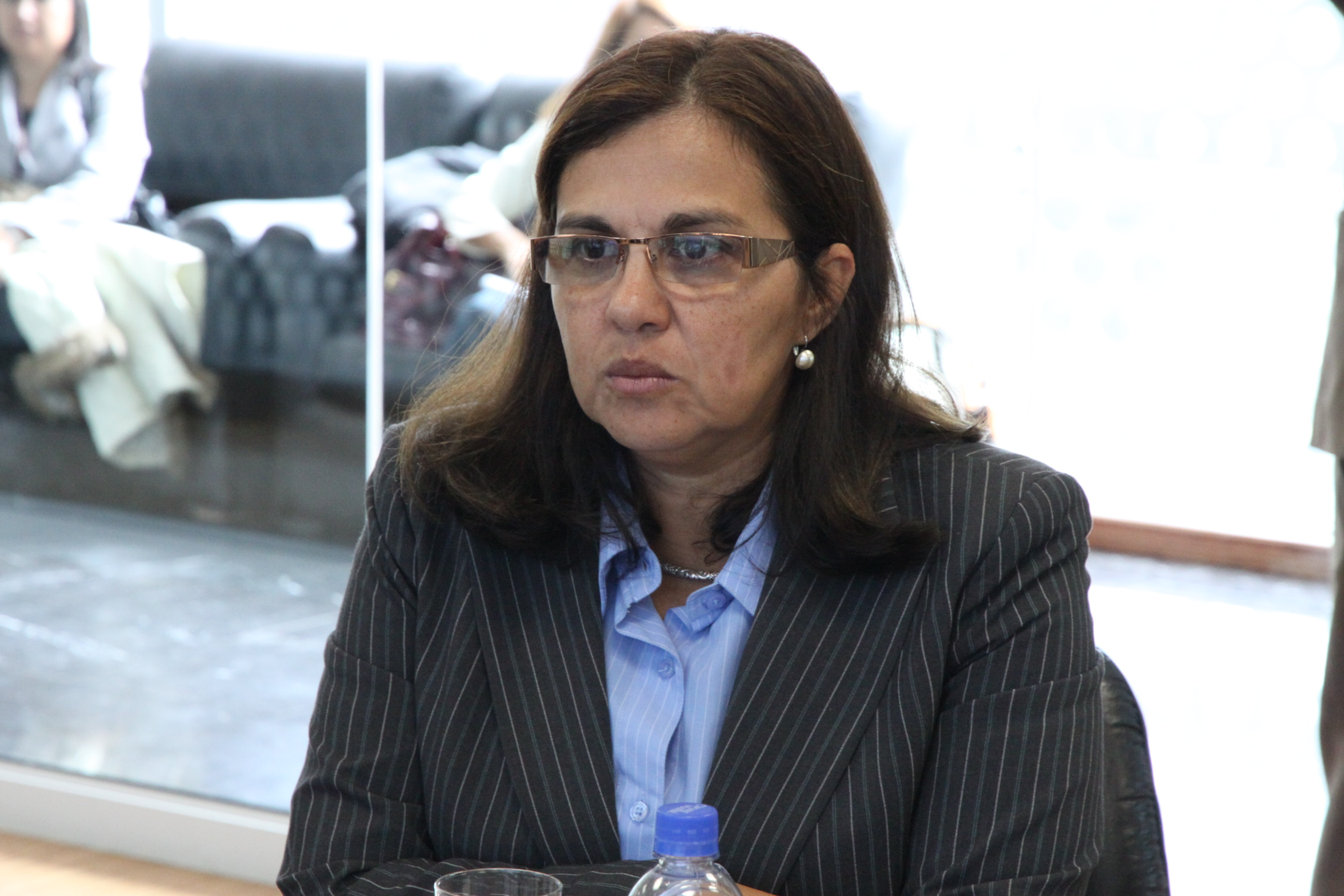
Pilar Cornejo en 2010.

María del Pilar Cornejo Rodrígueznació en Guayaquil el 23 de abril de 1961. Desarrolló sus estudios secundarios en la Unidad Educativa de la Asunción. Los estudios de pregrado los realizó en la Escuela Superior Politécnica del Litoral, posteriormente realizó un posgrado en Universidad Estatal de Oregón y un doctorado (PhD) en Rosenstiel School of Marine and Atmospheric Sciences, Universidad de Miami.
Ha sido profesora de Oceanografía, Acuicultura y Cambio Climático desde 1987, en pregrado y posgrado. 
Fue decana de la Facultad de Ingeniería Marítima y Ciencias del Mar durante 2017-2021.
Ha trabajado con los impactos de la variabilidad climática en los sectores socioeconómicos del trópico húmedo de las Américas, así como en la gestión integral del agua, la sostenibilidad ambiental y la reducción del riesgo de desastres. 
Ha sido miembro de varios comités internacionales entre ellos el científico del programa mundial del Clima (WCRP 2001-2008), y ha coordinado programas regionales como HELP-PHI-UNESCO, entre otros. Por un período de seis años se convirtió en formuladora de políticas como la primera Secretaria de Estado para la Gestión de Riesgos en Ecuador,haciendo uso de la ciencia para la implementación de acciones de reducción del riesgo de desastres (RRD), construyendo el sistema de RRD ecuatoriano. Fue una de los diez miembros del Bureau del Comité Científico Preparatorio y de la Conferencia para el Marco de Acción de Sendai para la Reducción del Riesgo de Desastres durante 2014-2015. 
Tiene más de 20 publicaciones en revistas científicas, libros así como documentos de políticas. 
Actualmente es profesora de ESPOL y  Directora del Centro Internacional del Pacífico para la Reducción del Riesgo de Desastres desde 2017. Su trabajo se centra en la RRD, la resiliencia climática, las ciudades sostenibles y las soluciones basadas en la naturaleza para la RRD, y la adaptación al cambio climático, con énfasis en ofrecer opciones de políticas públicas para avanzar en la Agenda 2030.
Realizó investigaciones y consultorías con organismos de cooperación internacional como la cooperación alemana GIZ, el PNUD, la Organización Panamericana de Salud, el Programa Mundial de Alimentos, UNICEF y gobiernos locales para el diseño e implementación de sistemas de alerta temprana.
Ha trabajado con los impactos de la variabilidad climática en los sectores socioeconómicos del trópico húmedo de las Américas, así como en la gestión integral del agua, la sostenibilidad ambiental y la reducción del riesgo de desastres. 

## Proyectos
Ha estado involucrada en diversos proyectos y actividades filantrópicas, destacando su dedicación y especialización en temas de Gestión de riesgos, Ciencias del Mar y Cambio Climático, a continuación se citan los principales:
| PERIODO   | TITULO/AGENCIA DE FINANCIAMIENTO |
| 2008-2011 | “Enhancing the role of wetlands in integrated water resources management for twinned river basins in EU, Africa and South-America”, EUROPEAN UNION – FP7.                                                                          |
| 2009-2011 | Development of integrated projects and internships as cornerstones in curriculum development aiming at Joint MSc degrees. FUNDED BY VLIR-BELGIUM. with ESPOL, U. de Cuenca, U. Gent, U. Lobaina y U. Cantho.                       |
| 2016-2017 | El Niño Ready Nations and Disaster Risk Reduction, lead investigator for the case study about Ecuador, under Michael Glantz-PI (Consortium for Capacity Building/INSTAAR-University of Colorado).                                  |
| 2018-2019 | Resiliencia climática de Duran: Diseñando Estrategias de adaptación para riesgos hidroclimaticos. (RESCLIMA DURAN) CLIMATIC RESILIENCE OF DURAN: Designing Adaptation Strategies for hydroclimatic risks. Municipio de Durán-ESPOL |
| 2020-2022 | Estudio del sistema de alerta temprana para inundaciones y Plan de Acción post COVID-19 y prevención de invierno 2021 en el Cantón Durán (SATI-COVID DURAN), Municipio de Durán-ESPOL                                              |
| 2020-2022 | “Conceptualización, diseño e implementación de un sistema de alerta temprana contra inundaciones para la Isla Luis Vargas Torres de la ciudad de Esmeraldas”, PNUD                                                                 |
| 2020-2022 | "Insumos para la Implementación de un Sistema de Alerta Temprana ante Pandemias: caso piloto COVID 19 (SARS- CoV 2) en la ciudad de Duran", Secretaria de Gestión de Riesgos                                                       |
| 2021-2023 | Evolución de los eventos El Niño/Oscilación Sur. ESPOL |
| 2023-2026 | Desarrollo Climático Resiliente: Estrategias Innovadoras en Sistemas Socio-Ecológicos Priorizados en las Islas Galápagos., ESPOL                                                                                                   |
| 2023-2026 | Plataforma para modelar el impacto de eventos adversos en las vías de evacuación y acceso del cantón Durán utilizando datos de movilidad histórica, ESPOL                                                                          |
| 2023-2025 | Migración, medio ambiente y cambio climático en zonas costera del Ecuador, OIM |

## Publicaciones
María del Pilar Cornejo ha contribuido ampliamente en el campo académico mediante diversas investigaciones y publicaciones que abarcan temas relevantes en la ciencia, con especial énfasis en el campo de la Gestión de Riesgos y Cambio Climático, a continuación las más relevantes: 
| 2023 | International Science Council. 2023. Report for the Mid-Term Review of the Sendai Framework for Disaster Risk Reduction. Paris, France. International Science Council. DOI: 10.24948/2023.01. CO-AUTHORS: Roger Pulwarty (Co-chair), Rathana Peou Norbert-Munns (Cochair), Kristiann Allen, Angela Bednarek, Charlotte Benson, Alonso Brenes, Maria del Pilar Cornejo-Rodriguez, Oliver Costello, Susan Cutter, Bapon Fakhruddin, Victor Galaz, Franziska Gaupp, Satoru Nishikawa, Aromar Revi, Albert Salamanca, Pauline Scheelbeek, Renato Solidum. |
| 2023 | Rincon, G., Morantes, G., Roa-López, H., Cornejo-Rodriguez, M. P., Jones, B., & Cremades, L. V. (2022). Spatio-temporal statistical analysis of PM1 and PM2.5 concentrations and their key influencing factors at guayaquil city, ecuador. Stochastic Environmental Research and Risk Assessment, doi:10.1007/s00477-022-02310-2 |
| 2022 | Cornejo-Rodriguez, M.d.P. Ecuador and the 2015–16 El Niño. In: Glantz, M.H. El Niño Ready Nations and Disaster Risk Reduction. Disaster Studies and Management. Springer, Cham. |
| 2021 | Litardo, J., Palme, M., Borbor-Cordova, M., Caiza, R., Hidalgo-Leon, R., del Pilar Cornejo-Rodriguez, M., & Soriano, G. (2021). Urban heat island simulation and monitoring in the hot and humid climate cities of Guayaquil and Durán, Ecuador doi:10.1007/978-981-33-4050-3_7 |
| 2021 | Borbor-Cordova M, M.P. Cornejo-Rodriguez, G. Andrade, E. Ochoa. Gobiernos autónomos descentralizados y la academia: buenas prácticas de colaboración para la resiliencia climática y la COVID-19. Capitulo en Cambio climático, desarrollo territorial y gobiernos locales: lecciones de la crisis sanitaria / editado por Andrea Carrión. Quito: CONGOPE: Ediciones Abya Yala: Incidencia Pública Ecuador. 2021. ISBN: 9789942097514. |
| 2021 | Cornejo-Rodriguez M. et al. Enhancing Self-determined/Socio-Ecological Resilience to Flooding in marginalised communities of Ecuador and Peru. In: Leal Filho W., Luetz J., Ayal D. (eds) Handbook of Climate Change Management. Springer, Cham. |
| 2021 | Borbor-Cordova M. & Maria del Pilar Cornejo-Rodriguez, Colaboración de academia con un gobierno local: Construyendo ciudades climáticamente resilientes. Lecciones del caso de Durán, en Ciudades y territorios sostenibles. Aportes desde la academia. FLACSO Ecuador, Departamento de Asuntos Públicos Alianza para el Desarrollo Urbano Sostenible (ADUS). ISBN: 978-9978-67-557-1 |